# Grzegorz Wójcik (fotograf)
Grzegorz Wójcik (ur. 1979) – polski artysta fotograf, uhonorowany tytułami Artiste FIAP (AFIAP) oraz Excellence FIAP (EFIAP). W latach 2014–2016 wiceprezes Zarządu Wojnickiego Towarzystwa Fotograficznego Fotum, w latach 2017–2021 członek Tarnowskiego Towarzystwa Fotograficznego.

## Życiorys
Grzegorz Wójcik jest z wykształcenia informatykiem – był związany z tarnowskim środowiskiem fotograficznym (były członek Tarnowskiego Towarzystwa Fotograficznego) oraz Wojnickim Towarzystwem Fotograficznym Fotum – mieszka i tworzy w Wojniczu oraz w Krakowie. Szczególne miejsce w jego twórczości zajmuje fotografia kreatywna (przetworzona) oraz fotografia m.in. portretowa – ludzi w tematyce ich życia codziennego, społecznego, kulturalnego. W 2014 roku został przyjęty w poczet członków International Sports Press Association (AIPS) – w tym samym czasie został członkiem Klubu Dziennikarzy Sportowych. Od 2014 roku do 2016 był wiceprezesem Zarządu Wojnickiego Towarzystwa Fotograficznego Fotum.  
Grzegorz Wójcik jest autorem i współautorem wielu wystaw fotograficznych; indywidualnych, zbiorowych, poplenerowych, pokonkursowych. Brał aktywny udział w Międzynarodowych Salonach Fotograficznych, organizowanych m.in. pod patronatem FIAP, zdobywając wiele akceptacji, medali, nagród, wyróżnień, dyplomów, listów gratulacyjnych. Pokłosiem udziału w Międzynarodowych Salonach Fotograficznych (pod patronatem FIAP) było przyznanie mu (w 2015 roku) tytułu honorowego Artiste FIAP (AFIAP) oraz (w 2017 roku) tytuł Excellence FIAP (EFIAP) – tytułów nadanych przez Międzynarodową Federację Sztuki Fotograficznej FIAP, z siedzibą w Luksemburgu. 
W 2020 roku opublikował (druk na żądanie – w serwisie Blurb) album fotograficzny poświęcony Przystankowi Woodstock  pt. Dotyk Woodstock. Zdjęcia wchodzące w skład tego albumu powstawały na przestrzeni lat 2011–2019. Album został nagrodzony brązowym medalem w konkursie PX3 – Prix de la Photographie Paris oraz (jako jeden ze 160 zgłoszonych) w konkursie Urban Photo Awards został nagrodzony wyróżnieniem. W konkursie International Photography Awards został wyróżniony w dwóch kategoriach – Książka / Dokument oraz Książka / Ludzie. W 2022 roku ukazała się wersja drukowana (druk offsetowy) tego samego albumu, ale już w nakładzie 600 sztuk. Od 2024 jest studentem Instytutu Twórczej Fotografii w Opavie.

## Wystawy indywidualne
- Scena Azoty (Tarnów 2016)[1]
- Woodstock. PL – Galeria Pauza (Kraków 2023)[28]